# Districte de Kosovo
El Districte de Kosovo (en serbi: Косовски округ, Kosovski okrug, en albanès: Distrikti i Kosoves) fou un districte de la província sèrbia de Kosovo i Metohija entre 1990 i 1999. Estava situat al centre de la província i, segons el cens de 2002, tenia 672.292 habitants. La seva capital era Pristina. El govern de Sèrbia considera que aquest districte encara existeix de iure, encara que el mateix govern va acceptar l'administració civil de Kosovo de les Nacions Unides l'any 1999, al final de la guerra de Kosovo.
Avui en dia, el territori que comprenia el districte de Kosovo es troba repartit entre els districtes d'Uroševac i de Pristina de l'autoproclamada República de Kosovo.

## Municipis
Els municipis que formen el districte són:
- Podujevo
- Pristina
- Uroševac
- Obilić
- Glogovac
- Lipljan
- Kosovo Polje
- Štimlje
- Štrpce
- Kačanik